# James Fulton
James Fulton (9 marzo 1992) è un copilota di rally irlandese, vincitore del campionato WRC-2 Junior nel 2022 al fianco di Josh McErlean.

## Carriera
Entrato nel mondo dei Rally nel 2012, nel 2015 ottiene i primi successi in campo nazionale. A partire dal 2022, in concomitanza col ritiro dalle competizioni di Paul Nagle, gli subentra come co-pilota di Craig Breen. Entrato in pianta stabile nel circus del mondiale Rally, nel 2023 ottiene il primo podio nella categoria WRC grazie al secondo posto assoluto al Rally di Svezia.

## Vittorie nei rally
| #  | Stagione | Campionato                     | Evento                                                  | Pilota           | Auto                   |
| -- | -------- | ------------------------------ | ------------------------------------------------------- | ---------------- | ---------------------- |
| 1  | 2014     | -                              | GSMC Mini Stages Rally                                  | Chris Armstrong  | Ford Escort MK2        |
| 2  | 2014     | -                              | Rentokil Killarney Historic Car Stages Rally - Modified | Chris Armstrong  | Ford Escort MK2        |
| 3  | 2015     | -                              | Imokilly Mini Stages Rally                              | Gary Kiernan     | Ford Escort MK2        |
| 4  | 2015     | Campionato irlandese forestale | TuffMac Trailers Lakeland Stages Rally                  | Sam Moffett      | Ford Fiesta RS WRC     |
| 5  | 2016     | Campionato irlandese forestale | Carrick-on-Suir Wm.Loughman Forestry Rally              | Sam Moffett      | Ford Fiesta R5         |
| 6  | 2016     | Campionato irlandese           | Cavan Stages Rally                                      | Sam Moffett      | Ford Fiesta R5         |
| 7  | 2016     | -                              | Imokilly Mini Stages Rally                              | Jonathan Pringle | Ford Escort MK2        |
| 8  | 2016     | Campionato irlandese forestale | TuffMac Trailers Lakeland Stages Rally                  | Sam Moffett      | Ford Fiesta RS WRC     |
| 9  | 2017     | Campionato irlandese           | Abbey Court Hotel Nenagh Birr Stages Rally              | Sam Moffett      | Ford Fiesta RS WRC     |
| 10 | 2019     | Campionato confini irlandesi   | Hotel Kilmore Cavan Stages Rally                        | Sam Moffett      | Ford Fiesta RS WRC     |
| 11 | 2019     | Trofeo Celtico                 | Joule Donegal International Rally                       | Sam Moffett      | Ford Fiesta RS WRC     |
| 12 | 2020     | Trofeo nordamericano           | Sno*Drift Rally                                         | Barry McKenna    | Ford Fiesta R5         |
| 13 | 2023     | Campionato portoghese          | Rali de Castelo Branco                                  | Kris Meeke       | Hyundai i20 N Rally2   |
| 14 | 2024     | Campionato portoghese          | Rally Serras de Fafe                                    | Kris Meeke       | Hyundai i20 N Rally2   |
| 15 | 2024     | Campionato portoghese          | Rallye Casinos do Algarve                               | Kris Meeke       | Hyundai i20 N Rally2   |
| 16 | 2024     | Campionato nord-irlandese      | Go Tour of the Sperrins                                 | Josh McErlean    | Volkswagen Polo GTI R5 |

## Risultati nel mondiale rally

### WRC
| 2020 | Scuderia | Vettura        |  |  |     |  |  |  |  |  |  |  |  |  |  |  |  |  | Punti | Pos. |
| ---- | -------- | -------------- |  |  | --- |  |  |  |  |  |  |  |  |  |  |  |  |  | ----- | ---- |
| 2020 |          | Škoda Fabia R5 |  |  | Rit |  |  |  |  |  |  |  |  |  |  |  |  |  | 0     |      |

| 2021 | Scuderia | Vettura                             |  |  |  |  |  |  |  |    |  |  |    |    |  |  |  |  | Punti | Pos. |
| ---- | -------- | ----------------------------------- |  |  |  |  |  |  |  | -- |  |  | -- | -- |  |  |  |  | ----- | ---- |
| 2021 |          | Hyundai i20 R5 Hyundai i20 N Rally2 |  |  |  |  |  |  |  | 12 |  |  | 17 | 19 |  |  |  |  | 0     |      |

| 2022 | Scuderia         | Vettura                                      |  |    |  |    |    |  |    |    |     |  |  |    |     |  |  |  | Punti | Pos. |
| ---- | ---------------- | -------------------------------------------- |  | -- |  | -- | -- |  | -- | -- | --- |  |  | -- | --- |  |  |  | ----- | ---- |
| 2022 | M-Sport Ford WRT | Hyundai i20 N Rally2 Ford Puma Rally1 Hybrid |  | 29 |  | 40 | 28 |  | 19 | 34 | Rit |  |  | 21 | 221 |  |  |  | 5     | 26º  |

| 2023 | Scuderia                                                              | Vettura                                          |  |    |  |    |     |  |  |    |    |  |  |    |  |  |  |  | Punti | Pos. |
| ---- | --------------------------------------------------------------------- | ------------------------------------------------ |  | -- |  | -- | --- |  |  | -- | -- |  |  | -- |  |  |  |  | ----- | ---- |
| 2023 | Hyundai Shell Mobis WRT Sports & You Motorsport Ireland Rally Academy | Hyundai i20 N Rally1 Hybrid Hyundai i20 N Rally2 |  | 25 |  | WD | Rit |  |  | 16 | 19 |  |  | 44 |  |  |  |  | 19    | 14º  |

| 2024 | Scuderia       | Vettura               |  |  |  |  |   |    |     |    |    |   |  |    |    |  |  |  | Punti | Pos. |
| ---- | -------------- | --------------------- |  |  |  |  | - | -- | --- | -- | -- | - |  | -- | -- |  |  |  | ----- | ---- |
| 2024 | Toksport WRT 2 | Škoda Fabia RS Rally2 |  |  |  |  | 9 | 13 | Rit | 21 | 12 | 9 |  | 11 | 30 |  |  |  | 2     | 30º  |

| 2025 | Scuderia                   | Vettura                |    |    |  |     |    |    |    |  |  |  |  |  |  |  |  |  | Punti | Pos. |
| ---- | -------------------------- | ---------------------- | -- | -- |  | --- | -- | -- | -- |  |  |  |  |  |  |  |  |  | ----- | ---- |
| 2025 | Toyota Gazoo Racing WRT NG | Toyota GR Yaris Rally2 | 48 | 17 |  | Rit | 45 | 17 | 42 |  |  |  |  |  |  |  |  |  | 0     |      |

| Legenda | 1º posto | 2º posto | 3º posto | A punti | Senza punti | Ritirato | Squalificato | NP=Non partito C=Gara cancellata | Apice=Power stage |

### WRC-2
| 2022 | Scuderia | Vettura              |  |    |  |    |    |  |   |    |     |  |  |    |  |  |  |  | Punti | Pos. |
| ---- | -------- | -------------------- |  | -- |  | -- | -- |  | - | -- | --- |  |  | -- |  |  |  |  | ----- | ---- |
| 2022 |          | Hyundai i20 N Rally2 |  | 13 |  | 19 | 20 |  | 8 | 13 | Rit |  |  | 11 |  |  |  |  | 4     | 46º  |

| 2023 | Scuderia                                      | Vettura              |  |  |  |  |     |  |  |   |    |  |  |    |  |  |  |  | Punti | Pos. |
| ---- | --------------------------------------------- | -------------------- |  |  |  |  | --- |  |  | - | -- |  |  | -- |  |  |  |  | ----- | ---- |
| 2023 | Sports & You Motorsport Ireland Rally Academy | Hyundai i20 N Rally2 |  |  |  |  | Rit |  |  | 6 | 10 |  |  | 17 |  |  |  |  | 9     | 42º  |

| 2024 | Scuderia       | Vettura               |  |  |  |  |   |   |     |  |  |   |  |   |  |  |  |  | Punti | Pos. |
| ---- | -------------- | --------------------- |  |  |  |  | - | - | --- |  |  | - |  | - |  |  |  |  | ----- | ---- |
| 2024 | Toksport WRT 2 | Škoda Fabia RS Rally2 |  |  |  |  | 2 | 8 | Rit |  |  | 6 |  | 5 |  |  |  |  | 50    | 9º   |

| 2025 | Scuderia                   | Vettura                |  |   |  |     |    |  |    |  |  |  |  |  |  |  |  |  | Punti | Pos. |
| ---- | -------------------------- | ---------------------- |  | - |  | --- | -- |  | -- |  |  |  |  |  |  |  |  |  | ----- | ---- |
| 2025 | Toyota Gazoo Racing WRT NG | Toyota GR Yaris Rally2 |  | 9 |  | Rit | 23 |  | 20 |  |  |  |  |  |  |  |  |  | 2     |      |

| Legenda | 1º posto | 2º posto | 3º posto | A punti | Senza punti | Ritirato | Squalificato | NP=Non partito C=Gara cancellata | Apice=Power stage |

### WRC-2 Junior/Challenger
| 2022 | Scuderia | Vettura              |  |   |  |   |   |  |   |   |     |  |  |   |  |  |  |  | Punti | Pos. |
| ---- | -------- | -------------------- |  | - |  | - | - |  | - | - | --- |  |  | - |  |  |  |  | ----- | ---- |
| 2022 |          | Hyundai i20 N Rally2 |  | 5 |  | 5 | 8 |  | 3 | 7 | Rit |  |  | 7 |  |  |  |  | 136   | 1º   |

| 2023 | Scuderia                         | Vettura              |  |  |  |  |  |  |  |   |    |  |  |    |  |  |  |  | Punti | Pos. |
| ---- | -------------------------------- | -------------------- |  |  |  |  |  |  |  | - | -- |  |  | -- |  |  |  |  | ----- | ---- |
| 2023 | Motorsport Ireland Rally Academy | Hyundai i20 N Rally2 |  |  |  |  |  |  |  | 8 | 12 |  |  | 19 |  |  |  |  | 9     | 36º  |

| 2024 | Scuderia       | Vettura               |  |  |  |  |   |   |     |  |  |   |  |   |  |  |  |  | Punti | Pos. |
| ---- | -------------- | --------------------- |  |  |  |  | - | - | --- |  |  | - |  | - |  |  |  |  | ----- | ---- |
| 2024 | Toksport WRT 2 | Škoda Fabia RS Rally2 |  |  |  |  | 2 | 7 | Rit |  |  | 5 |  | 5 |  |  |  |  | 58    | 6º   |

| 2025 | Scuderia                   | Vettura                |  |   |  |     |    |  |    |  |  |  |  |  |  |  |  |  | Punti | Pos. |
| ---- | -------------------------- | ---------------------- |  | - |  | --- | -- |  | -- |  |  |  |  |  |  |  |  |  | ----- | ---- |
| 2025 | Toyota Gazoo Racing WRT NG | Toyota GR Yaris Rally2 |  | 7 |  | Rit | 19 |  | 16 |  |  |  |  |  |  |  |  |  | 6     |      |

| Legenda | 1º posto | 2º posto | 3º posto | A punti | Senza punti | Ritirato | Squalificato | NP=Non partito C=Gara cancellata | Apice=Power stage |

### WRC-3
| 2020 | Scuderia | Vettura        |  |  |     |  |  |  |  |  |  |  |  |  |  |  |  |  | Punti | Pos. |
| ---- | -------- | -------------- |  |  | --- |  |  |  |  |  |  |  |  |  |  |  |  |  | ----- | ---- |
| 2020 |          | Škoda Fabia R5 |  |  | Rit |  |  |  |  |  |  |  |  |  |  |  |  |  | 0     |      |

| 2021 | Scuderia | Vettura                             |  |  |  |  |  |  |  |   |  |  |    |    |  |  |  |  | Punti | Pos. |
| ---- | -------- | ----------------------------------- |  |  |  |  |  |  |  | - |  |  | -- | -- |  |  |  |  | ----- | ---- |
| 2021 |          | Hyundai i20 R5 Hyundai i20 N Rally2 |  |  |  |  |  |  |  | 5 |  |  | 34 | 65 |  |  |  |  | 36    | 10º  |

| Legenda | 1º posto | 2º posto | 3º posto | A punti | Senza punti | Ritirato | Squalificato | NP=Non partito C=Gara cancellata | Apice=Power stage |